# Goodbye, Columbus
Goodbye, Columbus (titre original: Goodbye, Columbus) est un recueil de six nouvelles écrit par Philip Roth.
Le livre a été publié pour la première fois en 1959 par Houghton Mifflin.

## Liste des nouvelles
- Goodbye, Columbus, 1962 ((en) Goodbye, Columbus, 1959)
- La Conversion des Juifs, 1962 ((en) The Conversion of the Jews, 1959)
- Défenseur de la foi, 1962 ((en) Defender of the Faith, 1959)
- Epstein, 1962 ((en) Epstein, 1959)
- L'Habit ne fait pas le moine, 1962 ((en) You Can't Tell a Man by the Song He Sings, 1957)
- Eli le fanatique, 1962 ((en) Eli, the Fanatic, 1958)

## Prix
- 1960 : National Book Award.

## Adaptation
La nouvelle qui donne son titre au recueil a été portée au cinéma par Larry Peerce avec son film Goodbye Columbus en 1969.